# Вајола Дејвис
Вајола Дејвис (енгл. Viola Davis; 11. август 1965) је америчка филмска, телевизијска и позоришна глумица и продуценткиња. Добитница је Оскара, Еми награде и двострука добитница Тони награде. Прва је црна особа која је освојила "троструку круну" за глуму, као и прва Афроамериканка која је освојила Еми награду за главну улогу у драмској серији.

## Биографија
Вајола Дејвис је рођена на фарми своје баке, у радничкој породици, а детињство описује као „доба потпуног сиромаштва, пуног породичних проблема.“ Недуго по завршетку колеџа на Роуд Ајланду, Дејвисова интензивно почиње да се бави глумом у позоришту. Два пута је награђена Наградом Тони за најбољу главну глумицу у представи – 2001. и 2010. Године 1996. дебитовала је на телевизији и филму, али се потом више посветила овом последњем. Почела је минијатурним улогама у хитовима Веома опасна романса, Путеви дроге и Кејт и Леополд, да би потом добијала споредне улоге у филмовима Далеко од раја, Соларис и Сиријана. Вајола је пажњу медија, критичара и публике привукла осмоминутном улогом госпође Милер у драми Сумња из 2008, са Мерил Стрип у главној улози. За то извођење је била номинована за све веће филмске награде, између осталих и за Оскара за најбољу споредну глумицу. Врхунац њене досадашње каријере је уједно и њена прва главна улога – у филму Служавке из 2011, где глуми Ејбилин Кларк, несрећну кућну помоћницу богате америчке јужњачке породице. Филм говори о дискриминацији црних људи у Америци, и лицемерју белих људи који говоре о подједнаким правима за све. Вајола је за ову улогу добила Награду Удружења критичара и Награду Удружења филмских глумаца, а била је и конкуренцији за Награду BAFTA, Златни глобус и Оскара за најбољу главну глумицу.

## Филмографија
| Улоге Вајоле Дејвис |                                             |               |                  | |
| Година              | Српски назив                                | Изворни назив | Улога            | Напомена |
| 1998.               | Веома опасна романса                        |               | Мозел            | |
| 2000.               | Путеви дроге                                |               | радница          | |
| 2001.               | Кејт и Леополд                              |               | полицајка        | |
| 2002.               | Далеко од раја                              |               | Сибил            | |
| 2002.               | Антоан Фишер                                |               | Ева Меј          | |
| 2002.               | Соларис                                     |               | Гордон           | |
| 2005.               | Сиријана                                    |               | службеница       | |
| 2008.               | Сумња                                       |               | госпођа Милер    | номинована — Оскар за најбољу споредну глумицу номинована — Златни глобус за најбољу споредну глумицу у играном филму номинована — Награда Удружења телевизијских филмских критичара за најбољу глумицу у споредној улози номинована — Награда Удружења филмских глумаца за најбољу глумицу у споредној улози                                     |
| 2010.               | Једи, моли, воли                            |               | Делија           | |
| 2010.               | Невине лажи                                 |               | Изабел Џорџ      | |
| 2011.               | Служавке                                    |               | Ејбилин Кларк    | Награда Удружења телевизијских филмских критичара за најбољу глумицу у главној улози Награда Удружења филмских глумаца за најбољу глумицу у главној улози номинована — Оскар за најбољу главну глумицу номинована — Златни глобус за најбољу главну глумицу у играном филму (драма) номинована — Награда BAFTA за најбољу глумицу у главној улози |
| 2011.               | Јако гласно и невероватно близу             |               | Ејби Блек        | |
| 2013.               | Предивна створења                           |               | Амари Тридо      | |
| 2013.               | Затвореници                                 |               | Ненси Берч       | |
| 2016.               | Одред отписаних                             |               | Аманда Валер     | |
| 2016.               | Ограде                                      |               | Роуз Ли Максон   | Оскар за најбољу споредну глумицу Награда BAFTA за најбољу глумицу у споредној улози Златни глобус за најбољу споредну глумицу у играном филму Награда Удружења телевизијских филмских критичара за најбољу глумицу у споредној улози |
| 2021.               | Одред отписаних: Нова мисија                |               | Аманда Валер     | |
| 2021.               | Неопростиво                                 |               | Лиз Инграм       | |
| 2022.               | Црни Адам                                   |               | Аманда Валер     | |
| 2023.               | Air                                         |               | Делорис Џордан   | |
| 2023.               | Игре глади: Балада о птици певачици и змији |               | др Волумнија Гол | |